# Ahmed Aït El-Hocine
Ahmed Aït El-Hocine (en árabe: أحمد آيت الحسين‎; Argel, Argelia francesa, 12 de febrero de 1957) es un exfutbolista de Argelia que jugaba en la posición de delantero centro.

## Carrera

### Club
| Periodo   | Club             |
| --------- | ---------------- |
| 1976-1986 | NA Hussein Dey   |
| 1986-1992 | JS Bordj Ménaïel |

### Selección nacional
Jugó para Argelia en ocho ocasiones de 1979 a 1982 y anotó dos goles; participó en la Copa Africana de Naciones 1982.

## Logros
- Copa de Argelia (1): 1978/79